# 山口県道241号秋吉台絵堂線
山口県道241号秋吉台絵堂線（やまぐちけんどう241ごう あきよしだいえどうせん）は、山口県美祢市を通る一般県道である。

## 概要
美祢市美東町大田から美祢市美東町絵堂に至る。

### 路線データ
- 起点：美祢市美東町大田
- 終点：美祢市美東町絵堂（山口県道32号萩秋芳線交点）

## 路線状況
起点から山口県育成牧場付近までは中国自然歩道の一部となっており、車両の通行はできない。

## 地理

### 通過する自治体
- 山口県
  - 美祢市

### 交差する道路
| 交差する道路                           | 交差する場所 | 交差する場所 |
| -------------------------------------- | ------------ | ------------ |
| 山口県道242号秋吉台公園線 / 秋吉台道路 | 美東町大田   | [ 注釈 1 ]   |
| 国道490号 / 小郡萩道路                 | 美東町絵堂   | [ 注釈 2 ]   |
| 山口県道32号萩秋芳線                   | 美東町絵堂   | 終点         |

### 沿線
- 秋吉台
- 山口県育成牧場
- 長登銅山跡